# Palabra más larga en inglés
La identidad de la palabra más larga en inglés depende de la definición de lo que constituye una palabra en el idioma inglés, así como la forma en la que se debe comparar la longitud de la misma. Además de las palabras derivadas naturalmente de las raíces del idioma (sin ninguna invención intencional conocida), el inglés permite que las palabras nuevas se formen mediante la acuñación y la construcción; los topónimos pueden ser considerados palabras; los tecnicismos pueden ser arbitrariamente largos. La longitud puede ser entendida en términos ortográficos y número de letras escritas, o, menos comúnmente, en fonología y número de fonemas.
La palabra más larga en aparecer en cualquiera de los mayores diccionarios de inglés es: «pneumonoultramicroscopicsilicovolcanoconiosis», un término técnico utilizado en neumología para referirse a la enfermedad pulmonar causada por inhalar polvo fino de sílica.
- Datos: Q4135602